# Paul Pender
Paul Pender est un boxeur américain né le 20 juin 1930 à Brookline, Massachusetts, et mort le 12 janvier 2003.

## Carrière
Il devient champion du monde des poids moyens en battant aux points Sugar Ray Robinson le 22 janvier 1960,. Pender remporte le combat revanche puis conserve son titre face à l'anglais Terry Downes et Carmen Basilio avant de s'incliner contre Downes lors de leur second combat le 11 juillet 1961. Il redevient toutefois champion du monde en s'imposant à Wembley face au britannique le 7 avril 1962 puis décide de mettre un terme à sa carrière.